# Siamang
Siamangen (Hylobates syndactylus) er et dyr i gibbonslægtet. Det er slægtets største medlem med en vægt på op til 23 kg og nå en højde på 1,5 m i oprejst stilling. Siamangen har ingen hale og er helt sort. 
Aben lever i det sydøstlige Asien og opdeles i to underarter afhængig af levested: Sumatra siamangen (S. s. syndactylus) og den malaysiske siamang (S. s. continentis).
Siamangen kan i fangenskab blive op til 20 år gammel.